# کلیسای سارگیس مقدس (دووغ)
کلیسای سارگیس مقدس (ارمنی: Սուրբ Սարգիս եկեղեցի) یک کلیسا متعلق به کلیسای حواری ارمنی واقع در شهر دووغ، استان تاووش ارمنستان می‌باشد. ساخت و ساز این ساختمان در سده ۱۷ام میلادی؛ به پایان رسید. این بنا به سبک معماری ارمنی طراحی شده است.